# Achmat Kadyrov
Achmat Abdulchamidovič Kadyrov (in russo Ахмат Абдулхамидович Кадыров? in ceceno КъадиргӀеран Ӏабдулхьамидан Ахьмад-Хьаьж, Q̇adirġeran Jabdulẋamidan Aẋmad-Ẋäƶ; Karaganda, 23 agosto 1951 – Groznyj, 9 maggio 2004) è stato un politico, militare e religioso russo e Gran Mufti della Repubblica cecena di Ichkeria durante e dopo la prima guerra cecena e Presidente della Cecenia in seguito alla seconda guerra cecena.

## Biografia
Achmat Abdulchamidovič Kadyrov nacque a Karaganda, nella Repubblica Socialista Sovietica Kazaka, da una famiglia cecena lì trasferitasi durante la deportazione di massa dei ceceni del 1944 decisa da Stalin, dopo che l'etnia caucasica aveva appoggiato gli invasori tedeschi durante l'invasione dell'Unione Sovietica nella seconda guerra mondiale.
Nel 1957 la sua famiglia poté fare ritorno in Cecenia e, nel 1980, Achmat cominciò a studiare i precetti dell'Islam, prima a Bukhara e successivamente a Tashkent, nella Repubblica Socialista Sovietica Uzbeka, per poi tornare nuovamente in Cecenia all'inizio degli anni novanta per dedicarsi all'attività religiosa.

### Prima guerra cecena
In seguito alla dichiarazione d'indipendenza della Repubblica Cecena, Kadyrov si schierò con l'ala separatista, guidata dall'allora presidente Džochar Dudaev, combattendo nella prima guerra cecena, dando il suo contributo all'ottenimento dell'indipendenza de facto della Repubblica cecena di Ichkeria. Nel 1995 fu nominato Gran mufti ceceno.

### Seconda guerra cecena e presidenza
All'inizio della seconda guerra cecena, Kadyrov decise di abbandonare il fronte indipendentista ceceno ed offrì la propria collaborazione alle forze russe, adducendo come motivazione la presenza di troppi seguaci della dottrina wahabita e troppi mujahedin stranieri tra le milizie separatiste che, secondo lui, avevano trasformato la guerra in nome del nazionalismo ceceno in una guerra religiosa.
In conseguenza di ciò, fu immediatamente estromesso dalla carica di gran mufti dal nuovo presidente Aslan Maschadov, anche se Kadyrov non accettò mai tale decisione. Rassegnò invece le proprie dimissioni alcuni mesi dopo, per intraprendere una carriera politica laica.
Quando, nel luglio 2000, la Russia riacquistò il controllo della regione, Kadyrov fu nominato capo della nuova amministrazione provvisoria dal leader russo Vladimir Putin. Il 14 maggio 2003 Kadyrov scampò ad un attentato da parte di una kamikaze ordito dal leader indipendentista ceceno Samil' Basaev. Nonostante ciò, il successivo 5 ottobre fu eletto, presidente della neonata Repubblica Autonoma di Cecenia con l'83% circa delle preferenze. Sin dall'inizio improntò la sua politica su posizioni filo-russe, e promosse un'amnistia per i membri delle forze separatiste cecene, cui offrì di entrare nella polizia della repubblica o nella sua milizia personale, i cui membri furono spregiativamente soprannominati kadyrovcy (kadyroviti).

### Morte ed eredità politica
Il 9 maggio 2004, Kadyrov rimase ucciso in seguito ad un attentato esplosivo che distrusse il settore VIP dello Stadio Sultan Bilimchanov di Groznyj, all'interno del quale si stava svolgendo una parata per celebrare la Giornata della Vittoria. Oltre a lui, persero la vita altre dodici persone (diverse fonti riportarono invece 30 vittime), tra cui due kadyroviti, il capo del consiglio di Stato ceceno ed un reporter della Reuters, oltre a 56 feriti. La responsabilità dell'attentato fu rivendicata da Basaev. Suo figlio Ramzan è in seguito divenuto primo ministro reggente della Cecenia nel 2005, nonché presidente due anni più tardi. Achmat Kadyrov è sepolto presso la moschea di Groznyj.